# Astri Aas-Hansen
Astri Aas-Hansen (* 16. Dezember 1970) ist eine norwegische Politikerin und Juristin der sozialdemokratischen Arbeiderpartiet (Ap). Seit Februar 2025 ist sie Ministerin für Justiz und Öffentliche Sicherheit. Von 2007 bis 2013 war sie Staatssekretärin.

## Leben
Aas-Hansen stammt aus Lillesand. Sie studierte Rechtswissenschaften an der Universität Oslo. Von 1995 bis 2002 war sie als Beraterin der Arbeiderpartiet-Fraktion im norwegischen Nationalparlament, dem Storting, tätig. Anschließend begann sie als Anwältin zu arbeiten.
Von Oktober 2005 bis Februar 2007 war sie politische Referentin unter Minister Knut Storberget im Justiz- und Polizeiministerium. Am 9. Februar 2007 wurde Aas-Hansen zur Staatssekretärin in der Regierung Stoltenberg II ernannt. Als solche war sie zunächst weiter unter Knut Storberget und ab November 2011 unter Grete Faremo tätig. Aas-Hansens Amtszeit endete am 26. April 2013. In ihre Zeit als Staatssekretärin fiel die Aufarbeitung der Anschläge in Norwegen 2011. Anschließend nahm sie erneut ihre Tätigkeit als Anwältin auf.
Im Frühjahr 2017 begann sie als Richterin am Bezirksgericht in Oslo (Oslo tingrett) zu arbeiten. Im Jahr 2019 wurde sie stellvertretende Vorsitzende der EOS-utvalget, dem Kontrollorgan des Stortings für die norwegischen Geheimdienste. Im Jahr 2021 übernahm sie den Vorsitz des Gremiums. Von 2020 bis 2022 gehörte sie zudem der Koronakommisjonen an, die für die Evaluierung des Verwaltungshandelns in Bezug auf die COVID-19-Pandemie zuständig war.
Am 4. Februar 2025 wurde Aas-Hansen zur Ministerin für Justiz und Öffentliche Sicherheit in der Regierung Støre ernannt. Sie wurde Nachfolgerin der Senterpartiet-Politikerin Emilie Enger Mehl, die aufgrund des Regierungsaustritts der Senterpartiet aus dem Amt ausschied.